# Татарчук, Николай Фёдорович
Николай Фёдорович Татарчук (10 января 1928 года, г. Сталино, УССР, СССР, — 3 августа 1991 года, г. Москва, РСФСР) — советский партийный и государственный деятель, первый секретарь Калининского обкома КПСС (1985—90 гг.), председатель Красноярского крайисполкома (1964—83 гг.).

## Биография
Член КПСС с 1955 г. Окончил Ворошиловградский сельскохозяйственный институт в 1950 г.
- 1950—1958 гг. — старший, главный агроном, и. о. директора Емельяновской машинно-тракторной станции, директор Ирбейской машинно-тракторной станции (Красноярский край),
- 1958—1960 гг. — заместитель начальника Красноярского краевого управления сельского хозяйства,
- 1960—1962 гг. — первый секретарь Ачинского районного комитета КПСС,
- 1962—1963 гг. — начальник Ачинского территориального производственного колхозно-совхозного управления,
- 1963—1964 гг. — второй секретарь Красноярского крайкома КПСС ( видимо, сельского ),
- 1964—1983 гг. — председатель исполкома Красноярского краевого Совета, в то время два раза - в 1969 г. и в 1972 г.- претендовал на должность первого секретаря Красноярского крайкома КПСС, но оба раза проиграл соответственно В.И.Долгих и П.С.Федирко,
- 1983—1985 гг. — заместитель министра сельского хозяйства СССР, председатель Всесоюзного объединения «Союзсельхозхимия», назначен вместо давнего знакомого и коллеги по работе в сельском хозяйстве Красноярского края В.П.Никонова, ставшего в 1983 г. министром сельского хозяйства РСФСР, а в 1985 г. - секретарем ЦК КПСС по сельскому хозяйству вместо М.С.Горбачева,
- 1985—1990 гг. — первый секретарь Калининского обкома КПСС.

Член ЦК КПСС в 1986—1990 гг.
Депутат Верховного Совета СССР 7-11 созывов. Народный депутат СССР.
С 1990 г. на пенсии.
Похоронен в Москве на Троекуровском кладбище.

## Награды и звания
Награждён тремя орденами Ленина, орденом Октябрьской Революции, двумя орденами Трудового Красного Знамени.